# Martín Cortés de Albacar
Martín Cortés de Albacar (Bujaraloz, 1510 – Cadice, 1582) è stato un cosmografo spagnolo.
Nel 1551 pubblicò il manuale di navigazione standard noto come Breve compendio de la sphera y de la arte de navegar, con nuevos instrumentos y reglas, exemplificado com muy subtiles demostraciones, o Arte de navegar, uno degli strumenti fondamentali nella scienza nautica iberica alla base dell'Età delle scoperte.

## Biografia
Cortés nacque a Bujaraloz, provincia di Saragozza, in Aragona. Ventenne, nel 1530, si portò a Cadice dove prima apprese e poi insegnò la cosmografia e l'arte della navigazione ai piloti dell'Impero spagnolo.
Svolse diversi studi e quindi curato opere che sono state utilizzate per le scoperte avvenute in quel momento. Il suo lavoro si distingue per l'originalità del suo pensiero e la chiarezza e l'accuratezza della sua esposizione.
Il suo contributo più notevole fu la stima dei poli magnetici, differenziati da quelli terrestri, in base alle deviazioni della bussola in luoghi diversi. Nel suo libro Breve compendio la Sphera y de la Arte de navegar, con nuevos instrumentos y reglas, ejemplarizado con muy sutiles demostraciones (Siviglia, 1551) il polo nord magnetico in Groenlandia. Si è successivamente spostato fino ad oggi si trova nel nord del Canada. Questo ha finalmente risolto la variabilità della declinazione magnetica. Il numero di edizioni successive alla sua pubblicazione testimonia non solo il successo ma anche l'importanza e la necessità di quest'opera sin dal momento della sua pubblicazione.

Il libro è preceduto da una lettera nuncupatoria indirizzata all'imperatore Carlo V, nella quale spiega lo scopo dell'opera e la sua gestazione:
In effetti, Cortés fornisce nuove procedure e strumenti per scopi nautici, sebbene abbia utilizzato il sistema astronomico di Claudio Tolomeo, non ancora abrogato, al posto di quello di Niccolò Copernico.
A Martín Cortés e Alonso de Santa Cruz si attribuisce, da parte spagnola, l'invenzione della proiezione cilindrica in cartografia o carte nautiche sferiche, basata sulla progressiva separazione dei paralleli. L'invenzione è attualmente contesa con l'olandese Mercatore e l'inglese Edward Wright.
Le carte sferiche mantengono gli angoli mediante una ingegnosa spaziatura dei paralleli, in modo che le traiettorie delle navi che marciano con rotta costante appaiano come rettilinee.
Cortés morì a Cadice all'età di 72 anni.

## Arte de navegar
Il libro di Cortés, Breve compendio de la sphera y de la arte de navegar, pubblicato a Siviglia nel 1551, era un volume pratico in cui Cortés discuteva, in maniera sintetica, di navigazione, cosmografia e problemi come la declinazione magnetica per cui ipotizzava un polo celeste. Dedicata dall'autore a Carlo V, l'opera includeva molte illustrazioni e modelli per la fabbricazione di strumenti: es. conteneva la prima descrizione conosciuta del notturlabio e come realizzare e utilizzare un astrolabio nautico. I calcoli di Cortés erano fondamentali per consentire agli esploratori di accertare la loro posizione quando non erano in vista della terraferma.
L'Arte de navegar è divisa in tre parti importanti di rispettivamente 20, 20 e 14 capitoli. La prima parte affronta la cosmografia in relazione alla navigazione, la carta delle maree e la declinazione magnetica della bussola in diversi punti del globo, spiegando con mirabile intuizione l'esistenza di un polo magnetico. La seconda parte è dedicata ai movimenti del Sole e della Luna, entrando anche nella trattazione di eclissi, maree e altri problemi non meno importanti. In questa parte dell'opera si trovano gli appunti per la costruzione di meridiane e altri strumenti orari tra cui appunto il notturlabio. La terza e ultima parte riguardava esclusivamente gli strumenti e le attrezzature necessarie per la navigazione.
Cortés sviluppò, a seguito della sua scoperta del polo magnetico, la teoria dei meridiani magnetici, che si intersecavano in un punto diverso dal meridiano terrestre, punto che si trovava in Groenlandia. La differenza tra il polo geografico e terrestre e il polo magnetico celeste, con l'aumentare degli intervalli tra i paralleli, era alla base dei metodi di elaborazione delle carte geografiche. Il lavoro ebbe un interesse molto rilevante per la storia scientifica spagnola e, successivamente, inglese.
Va notato che il trattato di Cortés è stato composto prima di quello di Pedro de Medina, sebbene quest'ultimo sia stato pubblicato prima (Valladolid, 1545). Entrambi i lavori erano immersi nella grande preoccupazione che la Casa de Contratación di Siviglia aveva per la formazione di piloti e insegnanti sulla rotta delle Indie Occidentali. Sicuramente lo stimolo per Cortés a pubblicare le sue scoperte fu l'edizione del trattato di Pedro de Medina, che sosteneva una teoria opposta e predominante all'epoca, difesa anche da cosmografi come Pedro Sarmiento. Cortés, al contrario, avvertì i piloti che era essenziale tenere conto di questa deviazione in tutte le manovre e insegnò come girare la rosa nautica in modo che la rotta indicata fosse corretta.
In Inghilterra, L'Arte de navegar fu promossa dall'esploratore Steven Borough (1525-1584), pioniere dell'esplorazione artica, che la fece tradurre da Richard Eden e pubblicare nel 1561 con il titolo The Art of Navigation. La traduzione si basò su di una copia del lavoro di Cortés di cui Borough era entrato in possesso durante un soggiorno presso la Casa de Contratación. Ne derivò il primo manuale di navigazione inglese e il testo principale per la navigazione europea d'inizio XVII secolo, apprezzato da famosi esploratori britannici come Martin Frobisher (1535-1594) e Francis Drake (1540-1596). Nel 1574, il matematico William Bourne (1535-1582), al servizio della Royal Navy, produsse una versione popolare del libro, intitolata A Regiment for the Sea. Bourne fu critico su alcuni aspetti della Arte de Navegar e produsse un manuale di uso più pratico per il marinaio.

### Esplicative
1. ↑  Il notturlabio era in realtà già stato menzionato da Raimondo Lullo nel XIII secolo nella sua opera Liber Principorum medicinae.

### Bibliografiche
1. 1 2 3  (EN) Barrera-Osorio A, Experiencing nature: the Spanish American empire and the early scientific revolution, University of Texas Press, 2006,  p. 131.
2. ↑  (EN) Wynter H e Turner A, Scientific Instruments, Studio Vista, 1975, ISBN 0-289-70403-0.
3. ↑  (EN) Swanick LA, An Analysis of Navigational Instruments in the Age of Exploration: 15th Century to Mid-17th century, Texas A&M University, 2005.
4. ↑  (ES) Beltrán Lloris M, Martín Cortés de Albacar, in Aragoneses ilustres, I, Saragozza, CAI, 1987,  pp. 55-56.
5. ↑  (EN) Sandman A e Ash EH, Trading Expertise: Sebastian Cabot between Spain and England, in Renaissance Quarterly, vol. 57, 2004,  pp. 813-846, JSTOR 4143567.
6. ↑  (EN) Hadfield A, Eden, Richard (c.1520–1576), in Oxford Dictionary of National Biography, Oxford University Press, 2004.
7. ↑  (EN) Turner GE, Bourne, William (c.1535–1582), in Oxford Dictionary of National Biography, Oxford University Press, 2004.